# نیکون ای‌اف نیکور ۵۰ میلی‌متر اف/۱٫۸دی
نیکون ای‌اف نیکور ۵۰ میلی‌متر اف/۱٫۸دی (به انگلیسی: Nikon AF Nikkor 50 mm f/1.8D) نام لنز دوربین عکاسی از نوع ثابت است که توسط شرکت نیکون تولید می‌شود. فاصلهٔ کانونی این لنز ۵۰ میلی‌متر، دیافراگم آن دارای ۷ تیغه و ضریب اف آن اف ۱٫۸ تا اف ۲۲ است. این لنز در ۲۴ ژوئن ۱۹۰۵ میلادی تولید و عرضه شده‌است.